# Arnošt Muka
Arnošt Muka (tysk namnform: Karl Ernst Mucke), född 10 mars 1854 i Grosshänchen, Oberlausitz, död 10 oktober 1932 i Bautzen, var en sorbisk skriftställare.
Muka var verksam som skolman i Freiberg 1887-1917, senare bosatt i Bautzen. Han var på sin tid det sorbiska folkets främsta kulturpersonlighet. Han utgav flera tidskrifter på sorbiska, där han även lämnade skönlitterära bidrag, däribland "Lipa serbska" och "Luzica".
Sin främsta insats gjorde Muka som författare av språkhistoriska och lexikografiska krifter skrifter rörande sorbiska och polabiska, däribland Historische und vergleichende Laut- und Formenlehre der niedersorbischen Sprache (1891, prisskrift), Wörterbuch der niederwendischen Sprache und ihrer Dialekte (3 band, 1911-28), samtSzczątki języka połabskiego Wendów Lüneburgskich  (i "Materialy i prace"), utgiven av Krakówakademiens språkkommission (I, 1904), utarbetade en stor sorbisk ordbok (I–III, 1926–28).